# Szczurawice
Szczurawice (Szczurskie Holendry, Szczury Haüland, Siegersdorf, Czczury) – wieś w Polsce położona w województwie wielkopolskim, w powiecie ostrowskim, w gminie Raszków. Leżą ok. 6 km na północ od Ostrowa Wlkp. w pobliżu drogi powiatowej Raszków-Szczury i linii kolejowej Poznań-Katowice (najbliższą stacją jest Biniew).
Przed 1932 rokiem miejscowość położona była w powiecie odolanowskim, W latach 1975–1998 w województwie kaliskim, w latach 1932–1975 i od 1999 w powiecie ostrowskim.
Narodowy Spis Ludności i Mieszkań z 2011 roku określił liczbę ludności na 384 osoby. 
W 1905 miejscowość Siegersdorf miała 281 mieszkańców.